# سنتي (عدد)
سنتي هو عدد كسري يساوي 1/100.

## تعريفات
- 1 سنتيمتر = 1/100 من المتر
- 1 سنتيلتر = 1/100 لتر

كما نعرف في النقود: 
- 1 سنت = 1/100 دولار
- 1 سنت = 1/100 يورو